# Callistethus epicholicus
Callistethus epicholicus är en skalbaggsart som beskrevs av Ohaus 1914. Callistethus epicholicus ingår i släktet Callistethus och familjen Rutelidae. Inga underarter finns listade.